# Luise Brunnemer
Luise Brunnemer, geborene Wüst († 1945 in Neckarbischofsheim), war ein Mitglied der Lechleiter-Gruppe.

## Werdegang
Luise Brunnemer war verheiratet mit Philipp Brunnemer. Zusammen bekamen sie eine Tochter, Käthe Seitz, die in Ludwigshafen geboren wurde. Die Eheleute gehörten zusammen mit ihrer Tochter und deren Ehemann, Alfred Seitz, zur Lechleiter-Gruppe. Die Lechleiter-Gruppe wurde in Mannheim gegründet und umfasste ungefähr 32 Mitglieder. Ihr Widerstand umfasste das Verteilen von Flugblättern und die Herstellung der illegalen Zeitung Der Vorbote.
Aufgrund einer Razzia der Gestapo wurden viele Mitglieder der Gruppe festgenommen, darunter auch Philipp Brunnemer, Käthe Seitz und Alfred Seitz. Diese wurden anschließend am 15. September 1942 in Stuttgart mit dem Fallbeil hingerichtet.
Luise Brunnemer wurde nicht von der Gestapo verhaftet und blieb in Mannheim wohnen. Sie starb 1945 im Krankenhaus Neckarbischofsheim unter ungeklärten Umständen.